# ABC-morden (TV-serie)
ABC-morden är en mysteriethriller från 2018 som är löst baserad på Agatha Christies roman från 1936 med samma namn. Den sändes under tre på varandra följande kvällar med början den 26 december 2018 på BBC One i Storbritannien. Den filmatiserades av Sarah Phelps och regisserades av Alex Gabassi. I huvudrollen ser vi John Malkovich som Hercule Poirot, med Rupert Grint, Andrew Buchan, Tara Fitzgerald och Shirley Henderson i biroller.
Serien släpptes på DVD genom Universal Pictures UK den 11 mars 2019.

## Rollista
- John Malkovich som Hercule Poirot[4]
- Rupert Grint som kommissarien Crome[4]
- Andrew Buchan som Franklin Clarke[4]
- Eamon Farren som Alexander Bonaparte Cust[4]
- Jack Farthing som Donald Fraser[4]
- Gregor Fisher som Dexter Dooley[4]
- Tara Fitzgerald som Lady Hermione Clarke[4]
- Henry Goodman som Sidney Prynne[4]
- Shirley Henderson som Rose Marbury[4]
- Bronwyn James som Megan Barnard[4]
- Freya Mavor som Thora Grey[4]
- Kevin McNally som kommissarie Japp[4]
- Michael Shaeffer som konstapel Yelland[4]

## Produktion
Olika städer och byar i det historiska grevskapet Yorkshire i norra England – däribland Grosmont, Leeds, Pickering, Ripon, Saltaire, Skelton-on-Ure och Wakefield – spelade nyckelroller som miljöer för denna adaption. Newby Hall i North Yorkshire är herrgården i Churston. De La Warr-paviljongen i Bexhill-on-Sea i East Sussex finns också med.

### Skillnader mellan roman och TV-serie
- Arthur Hastings är utelämnad från handlingen.
- Japp dör av en hjärtattack i början, vilket gör att utredningen enbart utförs av kommissarie Crome.
- Poirots bakgrund utforskas före första världskrigets utbrott. I den här filmatiseringen var han präst före kriget snarare än detektiv i den belgiska poliskåren.
- De tre första morden begås på platser som har viss relevans för Poirot. Han hjälpte till att förlösa ett barn när han var på ett flyktingtåg som stannade i Andover, besökte kaféet där Betty Barnard senare skulle arbeta vid ett besök i Bexhill och deltog i en fest i Clarkes hus.
- Mer omsorg läggs på planeringen av D-mordet. I stället för att bara knivhugga en person på en biograf och resonera att någon med ett passande namn skulle finnas i närheten, har mördaren för avsikt att mörda en buktalare på en teater, men dödar en annan artist på teatern.
- Ett femte mord begås med bokstaven E och Cust är närvarande på platsen. Mördaren blir förvånad över detta och tar tillfället i akt att sätta dit Cust genom att plantera vapnet när Cust får ett anfall.
- Cust förföljs av polis kort efter mordet E. Han grips efter att han skadat sig, i stället för att svimma på en polisstation.
- Det finns ingen referens till Mary Drower, Alice Aschers brorsdotter, i handlingen. Thora Greys karaktär ändras till att bli manipulerad till att bli Franklins medbrottsling genom att etablera ett alibi för honom i ett av morden.
- Franklin hävdar, innan han avrättas, att han begick brotten för att ge Poirot en ny sak att leva för, och betraktar dem som vänner, även om Poirot inte har något annat än förakt för mannens metoder.

## Avsnitt
| Avsnitt | Titel      | Premiärdatum     |
| --- | ---------- | ---------------- |
| 1 | "Episod 1" | 26 december 2018 |
| Poirot har fått brev undertecknade av en ABC, där denne hånar honom och förutspår mord. Enligt breven är det första mordet planerat att ske i Andover den 31 mars. Poirot ger denna information till polisen, men kommissarie Crome, som har ersatt den pensionerade kommissarie Japp, avfärdar brevens innehåll som ett aprilskämt. Poirot söker upp Japp, men han dör plötsligt i hans närvaro. När Alice Asher hittas mördad i Andover och hon snabbt följs av Betty Barnard i Bexhill tar Crome breven på större allvar. Han avböjer dock alla erbjudanden om hjälp från Poirot och konfiskerar hans papper i tron att Poirot känner mördaren. Vad Poirot och polisen inte visste var att en otursförföljd handelsman vid namn Alexander Bonaparte Cust stötte på båda offren innan de dog. Ett nytt brev anländer där det står att nästa plats och offer kommer att börja med bokstaven C, men Crome vägrar fortfarande att ta emot Poirots hjälp. Han anser att Poirot ljög om sina meriter och därför inte går att lita på. |            |                  |
| 2 | "Episod 2" | 27 december 2018 |
| Poirot får ytterligare ett brev från ABC av en granne som fått det av misstag. Det står att nästa mord kommer att ske i staden Churston. Han ringer hem till Sir Carmichael Clarke för att varna honom, bara för att få veta att han redan har blivit mördad. Poirot bekräftar att ABC dödar på platser där Poirot tidigare har varit, när han upptäcker ett tidningsurklipp som beskriver hur han hjälpte till att förlösa ett barn på ett tåg som stannade i Andover. En annan bokstav indikerar att Doncaster är nästa plats. Crome och Poirot reser dit. Crome tror att nästa mord kommer att äga rum på racerbanan. Faktum är att det tilltänkta offret är en buktalare vid namn Dexter Dooley. ABC dödar dock av misstag fel man. |            |                  |
| 3 | "Episod 3" | 28 december 2018 |
| Alexander Bonaparte Cust vaknar upp på herrtoaletten på tågstationen i Embsay. Han finner kroppen av ett annat offer, Ernie Edwards, och att han håller i mordvapnet. Cust flyr från brottsplatsen och kastar kniven tillsammans med sin hatt och rock. Poirot hittar ett paket strumpor i offrets fodral och efter att ha besökt försäljningsföretaget identifierar han mördaren som Cust, som snart arresteras. Efter att ha pratat med Cust, som har en hjärntumör och lider av konstant huvudvärk, kramper och blackouts, tvivlar Poirot på hans skuld. Sir Carmichaels bror Franklin tackar Poirot för att ha gripit mördaren och har en konjak med sig. Crome arresterar därefter Franklin eftersom hans fingeravtryck, taget från konjaksglaset, matchar det på skrivmaskinen i Custs rum. Poirot inser att Franklin gav Cust jobbet som strumpförsäljare och att de två första morden var täckmantel för mordet på Sir Carmichael. Franklin skulle ärva sin brors pengar, efter att Lady Hermione dött i cancer. Franklin hängs för morden och i en tillbakablick till Belgien under kriget fastställs det att Poirot i själva verket var en präst, vars församling mördades i hans kyrka som en del av invasionen av Belgien. |            |                  |

## Mottagande
Recensionssajten Rotten Tomatoes gav serien ett godkännandebetyg på 70 % baserat på 30 recensioner: "ABC-morden anpassar frikostigt det berömda Agatha Christie-mysteriet samtidigt som den behåller sin spännande anda, delvis tack vare den sluga prestationen av John Malkovich, som bebor Hercule Poirot med tillräckligt vissen panache för att vinna över dem som var skeptiska till hans casting." På Metacritic har filmen ett viktat genomsnittsbetyg på 58 av 100, baserat på 10 kritiker, vilket indikerar "blandade eller genomsnittliga" recensioner.
The Guardian gav det första avsnittet fyra stjärnor och berömde Malkovichs prestation. The Times gav den fyra stjärnor och tyckte att den var rolig, och berömde också Malkovich. Metro recenserade finalen och berömde Poirots nya bakgrundshistoria och förklarade att den var "mystery television när den är som bäst".